# Fateh Singh Rathore

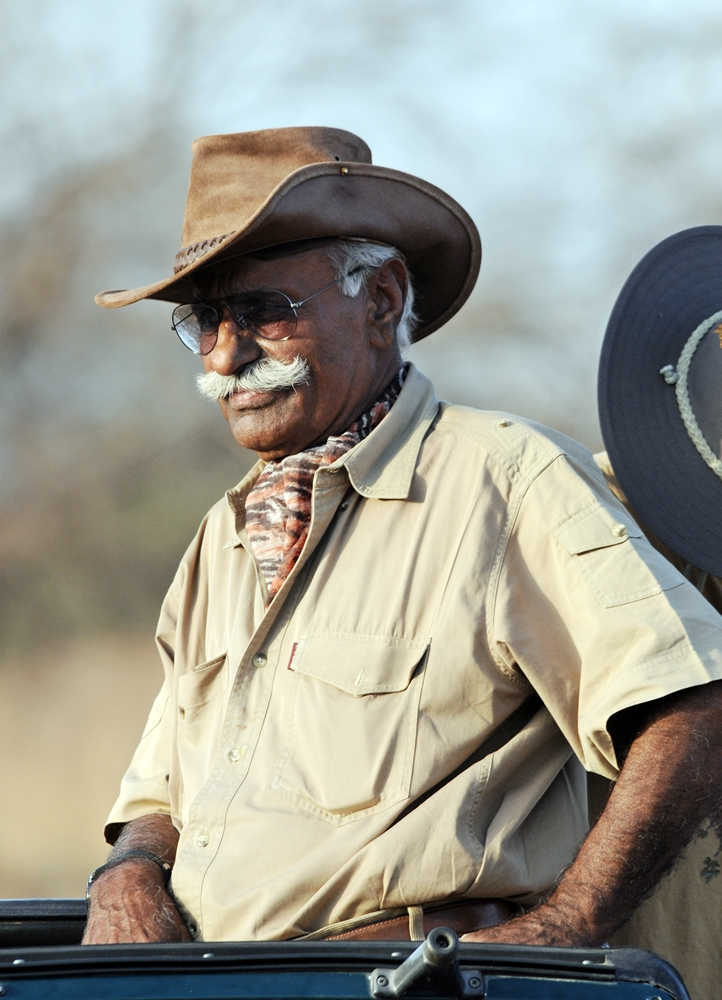

Fateh Singh Rathore (10 de agosto de 1938 - 1 de março de 2011) foi um cidadão da Índia conhecido como o maior perito em tigres do seu país.